# Iwan Czernow
Iwan Aleksandrowicz Czernow (ros. Иван Александрович Чернов, ur. 1906 we wsi Dilalewo w guberni wołogodzkiej, zm. w sierpniu 1991 w Moskwie) – funkcjonariusz radzieckich służb specjalnych, pułkownik.

## Życiorys
Urodzony w biednej rosyjskiej rodzinie chłopskiej, od grudnia 1927 w WKP(b), od października 1928 w wojskach OGPU, od marca do 25 grudnia 1931 w Centralnej Szkole OGPU w Moskwie, od 1 marca 1933 do 10 lipca 1934 pełnomocnik Oddziału 1 Wydziału Specjalnego OGPU ZSRR. Od 10 lipca 1934 do 23 czerwca 1935 pełnomocnik Oddziału 8 Wydziału Specjalnego Głównego Zarządu Bezpieczeństwa Państwowego, od 23 czerwca 1935 do 1937 pełnomocnik operacyjny Oddziału 12 Wydziału Specjalnego Głównego Zarządu Bezpieczeństwa Państwowego, od 9 grudnia 1935 porucznik bezpieczeństwa państwowego, później pracownik wywiadu Armii Czerwonej, w 1939 zastępca szefa Oddziału 4 Wydziału 11 Sztabu Generalnego Armii Czerwonej, w latach 1939-1940 szef Wydziału 7, Wydziału 5 i Wydziału Zadań Specjalnych Sztabu Generalnego Armii Czerwonej. Od 1940 do września 1941 szef Oddziału 3 Wydziału Kadr Zarządu Wywiadowczego Armii Czerwonej, w czerwcu 1941 mianowany komisarzem batalionowym, od 16 września 1941 ponownie w NKWD, zastępca szefa Oddziału 1 Wydziału 1 Zarządu Wydziałów Specjalnych NKWD ZSRR, od 1 lutego do 30 czerwca 1942 szef Oddziału 3 Wydziału 1 Zarządu Wydziałów Specjalnych NKWD ZSRR, 23 kwietnia 1942 awansowany na kapitana bezpieczeństwa państwowego, od 30 czerwca 1942 do kwietnia 1943 szef Oddziału 2 Wydziału 1 Zarządu Wydziałów Specjalnych NKWD ZSRR, 11 lutego 1943 mianowany podpułkownikiem bezpieczeństwa państwowego. Od 29 kwietnia 1943 do 4 maja 1946 szef Sekretariatu Głównego Zarządu Kontrwywiadu (GUKR) Smiersz Ludowego Komisariatu Obrony ZSRR, 26 maja 1943 awansowany na pułkownika, od maja do 24 października 1946 szef Sekretariatu 3 Głównego Zarządu MGB ZSRR, od 24 października 1946 do 30 lipca 1951 szef sekretariatu MGB ZSRR.
22 grudnia 1951 aresztowany, 19 grudnia 1954 skazany przez Wojskowe Kolegium Sądu Najwyższego ZSRR na 15 lat łagru w związku ze „sprawą Abakumowa”, 25 marca 1966 zwolniony. 21 lutego 1992 rehabilitowany.

## Odznaczenia
- Order Czerwonego Sztandaru (dwukrotnie - 25 marca 1945 i 25 lipca 1949)
- Order Wojny Ojczyźnianej I klasy (13 września 1945)
- Order Wojny Ojczyźnianej II klasy (28 października 1943)
- Order Czerwonej Gwiazdy (czterokrotnie, w tym 7 marca 1943, 3 listopada 1944 i 24 sierpnia 1949)

I 4 medale.